# Ron Livingston
Ronald Joseph "Ron" Livingston (Cedar Rapids, 5 de junho de 1967) é um ator norte-americano.
Seus papéis incluem um empregado descontente no filme Office Space, um escritor sarcástico em uma relação com Carrie Bradshaw na série de TV Sex and the City e Capitão Lewis Nixon na minissérie Band of Brothers. Em 2006, atuou como o negociador do FBI Matt Flannery na série da Fox Standoff, co-estrelado por Rosemarie DeWitt. Em 2009 ele interpretou o engenheiro de voo Maddux Donner na série Defying Gravity, que foi cancelada depois de apenas uma temporada.

## Vida pessoal
Filho de uma pastora luterana e um engenheiro aeroespacial, seu irmão mais novo, John, também é ator e sua irmã Jennifer Livingston é uma personalidade de notícias na TV em WKBT LaCrosse, Wisconsin. Graduou-se na Marion High School, em Marion, Iowa, e entrou para a Universidade de Yale, onde se formou em Teatro e Inglês. Livingston se mudou para Chicago e se envolveu na cena de teatros da cidade. É casado com a atriz Rosemarie DeWitt desde 2009.

## Carreira
Livingston obteve seu primeiro papel num filme em 1992, no Dolly Parton's Straight Talk. Ele se mudou para Los Angeles e foi lançado em papéis secundários em Some Folks Call it a Sling Blade e The Low Life. Livingston conseguiu seu primeiro papel em um filme grande, em 1996, em Swingers. Sua primeira grande performance foi na minissérie Band of Brothers,da HBO, como Capitão Lewis Nixon. Indo além papéis nice-guy, Livingston desempenhou um agente de Hollywood em Adaptation (2002). Também apareceu como Jack Berger, namorado de Carrie na sexta temporada de Sex and the City, também teve uma participação na segunda temporada do seriado "House MD", no episódio "TB or Not TB".
Em 2018, entrou para o elenco da série da ABC A Million Little Things no papel de Jon.